# 怪獸的花歌
〈怪獸的花歌〉（怪獣の花唄）是日本創作歌手Vaundy的歌曲，收錄於他首張專輯《strobo》中。這首歌於2020年5月11日以數位限定形式先行發行。

## 概要
〈怪獸的花歌〉是Vaundy的首張專輯《strobo》中的第4首曲目。Vaundy曾表示這首歌是「以呼應&回應形式為考量的適合現場演出的歌曲」。
第73回NHK紅白歌合戰的演唱曲目。
2023年11月15日發行的第二張專輯《replica》中，收錄了〈怪獣の花唄 -replica-〉版本。
在2023年的年度卡拉OK排行榜（由Oricon調查）中，〈怪獸的花歌〉獲得了第1位。2024年再次獲得第1位。
2025年4月，獲得NexTone Award 2025「Gold Medal」賞。
MUSIC AWARDS JAPAN 2025，獲得「最佳日本創作歌手歌曲」賞及「最佳日本搖滾歌曲」提名。

## 商業表現
〈怪獸的花歌〉在發行時未受到太多關注，並未進入音樂榜單。直到2021年年初，Vaundy的音樂開始受到更多關注。2021年1月27日，這首歌在「Billboard Japan Streaming Songs」榜單上首次登場，排名97位。約一年後的2022年1月12日，這首歌的串流媒體累計播放次數突破了1億次。
隨著2022年底在第73回NHK紅白歌合戰上的演出，這首歌的知名度大幅上升。2023年3月8日，它在「Billboard Japan Hot 100」榜單上達到了最高第2位，在發行幾年後最高位排名再度更新，這在音樂榜單上是極為罕見的，並於2023年的榜單中52週次有46次位於前十位，年度排名第三位。
2024年1月度，獲得日本唱片協會「串流媒體認證」的「鑽石」認證。
2025年3月12日，該歌曲在Billboard JAPAN的串流媒體累積播放次數超過9億次。
2024年12月，Billboard JAPAN公布的2024年榜中，〈怪獸的花歌〉獲得了「Billboard Japan Hot 100」第八名，它僅於10月30日公布的週榜下排至22名，其他均位於前20名。

### 認證
|                       | 認證 (RIAJ) | 認證單位      |
| --------------------- | ----------- | ------------- |
| 串流媒體              | 鑽石        | 5億次播放次數 |
| *僅基於認證的播放次數 |             |               |

## 合作
- 瑪魯哈日魯 WILDish系列「為了我們」編 廣告歌曲

## 收錄專輯
《strobo》
#4 「怪獣の花唄」
《replica》
Disc 1 #13 「怪獣の花唄 -replica-」

## 翻唱
- Poppin'Party［戶山香澄（愛美）］ - 2024年3月23日在手機遊戲『BanG Dream! 少女樂團派對』追加收錄，於10月30日在《BanG Dream! 少女樂團派對！翻唱曲合輯Vol.9》收錄完整版。